# 해주공격설
해주공격설(海州攻擊說)은 6.25 전쟁 당시 남한이 북한을 먼저 침략했다는 설이다. 북침설(北侵說), 남침유도설(南侵誘導說), 해주진공설(海州進攻說), 옹진전투(甕津戰鬪) 등으로 부른다. 그러나, 2013년 남침유도설을 주장한 미국 시카고 대학교 역사학과의 브루스 커밍스 교수는, 자신은 북침을 주장한 적이 없다고 말했다.
브루스 커밍스 교수는 한국 전쟁이 평화롭다가 갑자기 1950년 6월 25일에 불현듯 일어난 사건이라는 기존의 통설에 이견을 제시하면서, 1945년 해방 이후 수많은 남북한의 군사적 충돌의 연장선상에서 일어난 것이기 때문에, 통설처럼 북한만이 전면전의 원인이라고민 단정할 수는 없고, 남한과 미국도 전면전까지 일어난 데 대한 상당한 책임이 있다는 "새로운 시각"을 제시하려 한 것이지, 북한은 평화롭게 조용히 살았는데 갑자기 남한 군대가 북침을 했다는 식의 주장을 한 것이 아니라고 말했다.

## 연표
- 1950년 6월 26일 - 오전 11시 국방부 보도과가 '해주 점령'을 공식 발표했다. 뉴욕 타임즈, 워싱턴 포스트가 한국군 17연대 2개 중대가 해주를 점령했다고 보도했다. 주한영국대사관 무관은 17연대의 2개 대대가 해주를 점령했다고 본국으로 전문을 보냈다.
- 1950년 6월 26일 - 북한 로동신문은 "반격전쟁"이라는 제목의 기사에서, 남한군이 해주 방향 서쪽 금천, 철원, 양양 등지에서 북한을 전면 공격 2~3 km 영토를 침범했지만 38경비대가 저지했고 인민군과 경비대가 반격에 나서 오히려 3~5km씩 남한을 해방시켰다고 보도했다.
- 1950년 6월 27일 - 동아일보 1면 톱기사로 육군이 해주시를 점령했다고 국방부 발표문을 인용 보도했다.

## 같이 보기
- 옹진반도 전투